# Senaat (Berlijn)

Standaard van de Berlijnse Senaatsleden

De senaat is de regering van de Duitse hoofdstad Berlijn. Aangezien de gemeente Berlijn een zelfstandige deelstaat vormt, heeft de Berlijnse senaat een dubbelfunctie als stadsbestuur en als deelstaatregering. De senaat bestaat uit acht senatoren en staat onder leiding van de Regierender Bürgermeister, de burgemeester van Berlijn. De Berlijnse senaat houdt zitting in het Rotes Rathaus.
De senatoren worden benoemd door de Regierender Bürgemeister, die zelf gekozen wordt door het parlement van Berlijn, het Abgeordnetenhaus. De Regierender Bürgermeister wijst daarnaast twee senatoren aan als plaatsvervanger, de zogenaamde Bürgermeister. Deze situatie bestaat sinds een wijziging van de Berlijnse grondwet in 2006.
Vóór de Berlijnse parlementsverkiezingen van 2006 werden alle leden van de senaat gekozen door het Abgeordnetenhaus. Het parlement verkoos de Regierender Bürgemeister rechtstreeks, terwijl de senatoren en de Bürgermeister op voordracht van de Regierender Bürgermeister gekozen werden. Het Abgeordnetenhaus bepaalde ook de verdeling van de regeringstaken over de deelstaatministeries, de zogenaamde Senatsverwaltungen. De Berlijnse regering trad pas in functie na de verkiezing van de laatste senator.

## Huidige senaat
De huidige senaat van Berlijn trad aan op 27 april 2023 en bestaat uit een grote coalitie van CDU en SPD. Het is het eerste kabinet onder burgemeester Kai Wegner (CDU). Naast Wegner omvat de huidige senaat vier senatoren van de CDU, vijf senatoren van de SPD en één onafhankelijke. Hieronder zijn ook de plaatsvervangende burgemeesters Franziska Giffey (SPD) en Stefan Evers (CDU).

## Geschiedenis
Vanaf 1808 werd Berlijn geregeerd door de Magistrat, aan het hoofd waarvan een Oberbürgermeister stond. Na de Tweede Wereldoorlog hield deze situatie nog twee jaar stand, totdat de stad in 1948 politiek in tweeën werd gedeeld. In Oost-Berlijn bleef het stadsbestuur, onder leiding van de Oberbürgermeister von Groß-Berlin en na 1977 Oberbürgermeister der Hauptstadt der DDR, vervolgens Magistrat genoemd worden. Met de inwerkingtreding van de West-Berlijnse grondwet in oktober 1950 werd het stadsparlement hernoemd tot Abgeordnetenhaus. De stadsregering en haar hoofd gingen Senat respectievelijk Regierender Bürgermeister heten. Deze namen moesten de positie van Berlijn als deelstaat benadrukken en het onderscheid met een normale gemeente aanduiden.
In de periode tussen de hereniging van Berlijn op 3 oktober 1990 en de eerste verkiezingen voor het bestuur van de gehele stad, die plaatsvonden op 2 december van dat jaar, regeerden de Oost-Berlijnse Magistrat en de West-Berlijnse Senaat gezamenlijk. Deze dubbelregering werd wel Magi-Senat genoemd. Daarna werd de West-Berlijnse terminologie gehandhaafd.
Oorspronkelijk bestond de senaat uit maximaal 16 senatoren, van wie er één tot Bürgermeister (plaatsvervangend burgemeester) gekozen werd. In 1999 werd het huidige aantal van acht senatoren en twee plaatsvervangend burgemeesters bepaald.